# Thaddäus Huber
Thaddäus Huber (* 8. Mai 1742 in Niederhollabrunn; † 25. Februar 1798 in Wien) war ein österreichischer Violinist und Komponist.

## Leben
Thaddäus Huber erhielt seine Ausbildung bei seinem Vater sowie beim Schullehrer des Ortes. Er war Sängerknabe in Stift Klosterneuburg, anschließend erfolgte seine musikalische und philosophische Ausbildung am Jesuitenseminar in Wien, wo er bei den Sängerknaben in der Hofkapelle mitwirkte. Er trat in das Stift Viktring in Kärnten ein, wo er die Kirchenmusik übernahm; wurde jedoch aus gesundheitlichen Gründen wieder nach Wien geschickt und entsagte daraufhin dem geistlichen Stand.
Huber zählte 1771 zu den Gründungsmitgliedern der Tonkünstler-Sozietät, für die er einige Jahre auch als Sekretär tätig war. Er war Geiger im Orchester des Nationaltheaters, in den 1770er und 1780er Jahren auch Geiger an der Schottenkirche in Wien. Im Jahr 1789 wurde er in die Hofmusikkapelle aufgenommen (1. Bratschist). Seine Streichquartette wurden in den Nachmittags-Kammermusiken von Joseph II. gespielt, auch Joseph Haydn schätzte seine Kompositionen.
Huber (damals wohnhaft in der Naglergasse im „Neubaurischen Hauß“) heiratete am 25. September 1763 in der Schottenkirche Elisabeth Bachner, die Witwe des „Instructors“ Joseph Bachner. Sein Trauzeuge war der „Musicus Cyrillus Haleda“. Dieser Ehe entstammte eine am 19. Oktober 1764 geborene Tochter, Maria Theresia. Nach dem Tod seiner ersten Gattin (damals wohnhaft „In der Stadt Nr. 191“) ehelichte er am 7. Jänner 1784 in der Penzinger Pfarrkirche die Bäckermeisterstochter Theresia Brodesser. Sein Trauzeuge war der „k.k. Hofmusicus Johann Wenzel Müller“, bei dem es sich vermutlich um den Komponisten und Theaterkapellmeister Wenzel Müller handelt.
Huber starb am 25. Februar 1798 um 4 Uhr früh in seiner Wohnung in der Strauchgasse 251 am „Faulfieber“ (Matriken der Schottenpfarre) und wurde am darauffolgenden Tag am (alten) Penzinger Friedhof bestattet.

## Werke
Kirchenkompositionen; Symphonien; Streichquartette, Divertimenti, Streichtrios, Klavierstücke. Eine Vielzahl seiner Werke sind als Musikhandschriften in der Musiksammlung der Österreichischen Nationalbibliothek vorhanden. Das Tonkünstler-Trio (Peter Erhart, Gerhard Fechner u. Ursula Erhart-Schwertmann) spielte sein Divertimento in G-Dur auf CD ein (Niederösterreichs Klassiker, Tonkünstler Trio).
Auch das Ensemble „Wagramer Stadtpfeifer“ rund um den Musiker und Musikschullehrer Walter Steiner hat es sich zur Aufgabe gemacht, Hubers Werke neben anderen zu Unrecht in Vergessenheit geratenen Stücken Weinviertler Komponisten wieder bekannt zu machen. Steiner hat einige Werke Hubers transkribiert (zumeist für Holzbläserquartett) und das Notenmaterial neu aufgelegt.

## Sonstiges
Im Geburtsort Hubers in Niederhollabrunn ist eine Straße nach ihm benannt.